# Ladochóri
Ladochóri är en ort i Grekland.   Den ligger i prefekturen Thesprotia och regionen Epirus, i den västra delen av landet, 300 km nordväst om huvudstaden Aten. Ladochóri ligger 40 meter över havet och antalet invånare är 297.
Terrängen runt Ladochóri är huvudsakligen kuperad, men åt nordväst är den platt. Havet är nära Ladochóri åt sydväst. Runt Ladochóri är det ganska glesbefolkat, med 45 invånare per kvadratkilometer. Närmaste större samhälle är Igoumenitsa, 1,5 km norr om Ladochóri. 